# Alexander Kühl (Autor)
Alexander Kühl (* 4. Mai 1973 in Berlin) ist ein deutscher Autor von Thrillern und Krimis, der mit seiner Familie in Thüringen lebt.

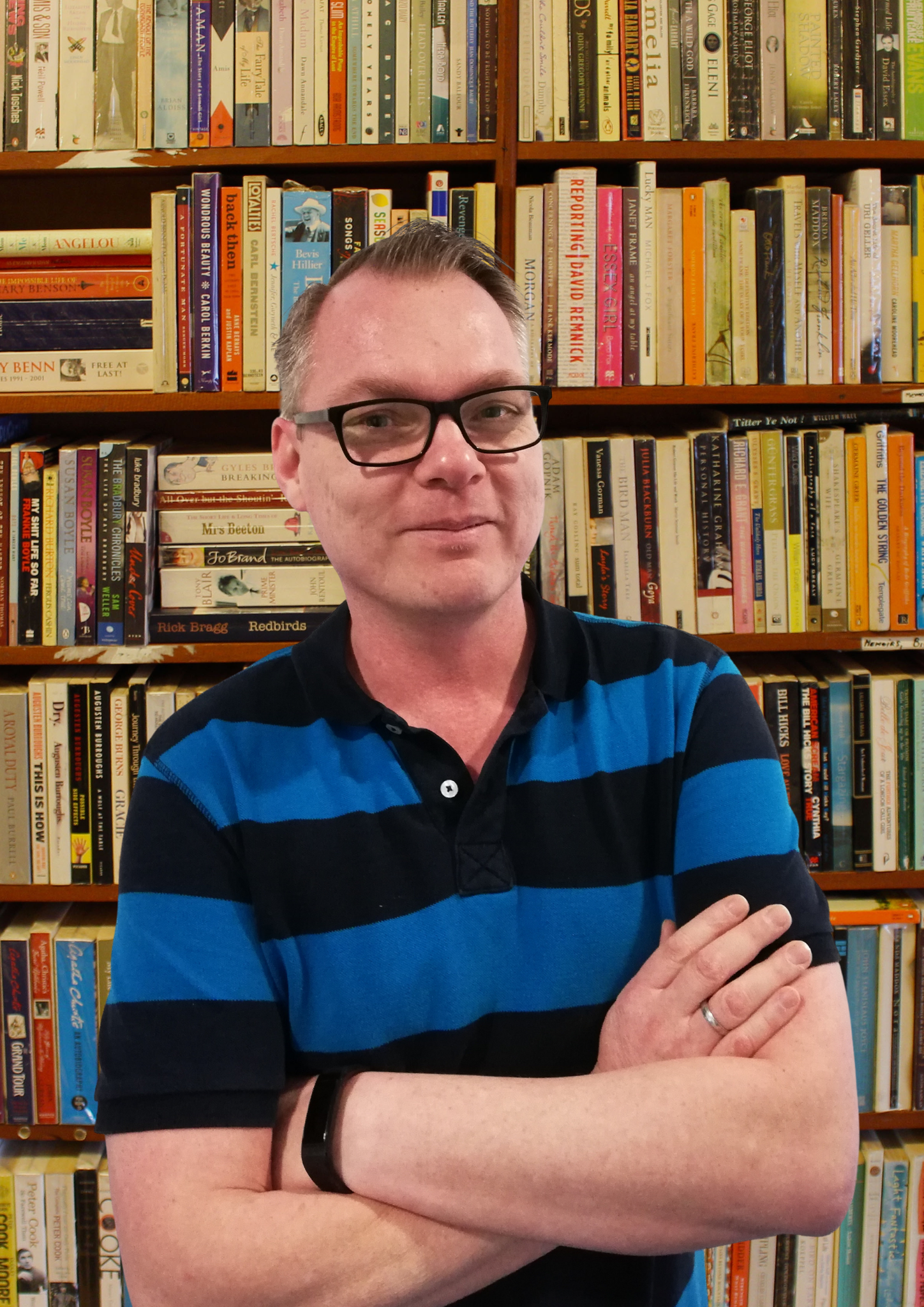
Alexander Kühl

## Leben und Karriere
Ein Schulaufsatz mit dem Titel Eine Banane ist ein wundervolles Wurfgeschoss inspirierte ihn dazu, erste Geschichten zu entwickeln und niederzuschreiben. Dabei entstanden Dystopien, die er später während des Berufslebens weiterentwickelte und unter dem Namen Sternenring veröffentlichte. Mit seinem Debütroman Runaways – Die Gesetzlosen wechselte er allerdings zunächst ins Genre des Hardboiled-Thrillers.  Dieser brachte ihm nicht nur den Titel des „Quentin Tarantino der Autoren“ ein, sondern katapultierte ihn auch auf die Amazon-Bestseller-Charts bis auf Platz vier. Weitere Thriller und auch Science-Fiction-Geschichten folgten. Daneben gründete er gemeinsam mit weiteren Autoren und Autorinnen den Strange Tales Club, ein Autorenkollektiv, das sich der Kooperation statt Kompetition verschrieben hat. Bis 2022 erwuchsen daraus fünf erfolgreiche Anthologien der unterschiedlichsten Genres.
Den richtigen Durchbruch in der Independent-Literaturszene erschuf er sich mit dem Aufbau der Stone Crew, ein Projekt, bei dem seine Leser als Vorbilder für die Charaktere seines Thriller-Universums dienen konnten. Dadurch entstanden bisher zwei Trilogien, Einzelromane, Novellen und Kurzgeschichten, sogar Hintergrundliteratur. Über seine Facebook-Gruppen und seinen Patreon-Account hält Alexander Kühl seine Leser auf dem Laufenden. Nach einigen Veröffentlichungen im Redrum-Verlag und als Selfpublisher hat er nun beim KOVD-Verlag eine neue Heimat gefunden.

## Weitere Projekte
Neben seiner schriftstellerischen Tätigkeit produziert Alexander Kühl Videoclips, komponiert Instrumentalmusik und arbeitet ehrenamtlich für den Berliner Internetradiosender Radioplanet Berlin, den er auch mitgegründet hat.

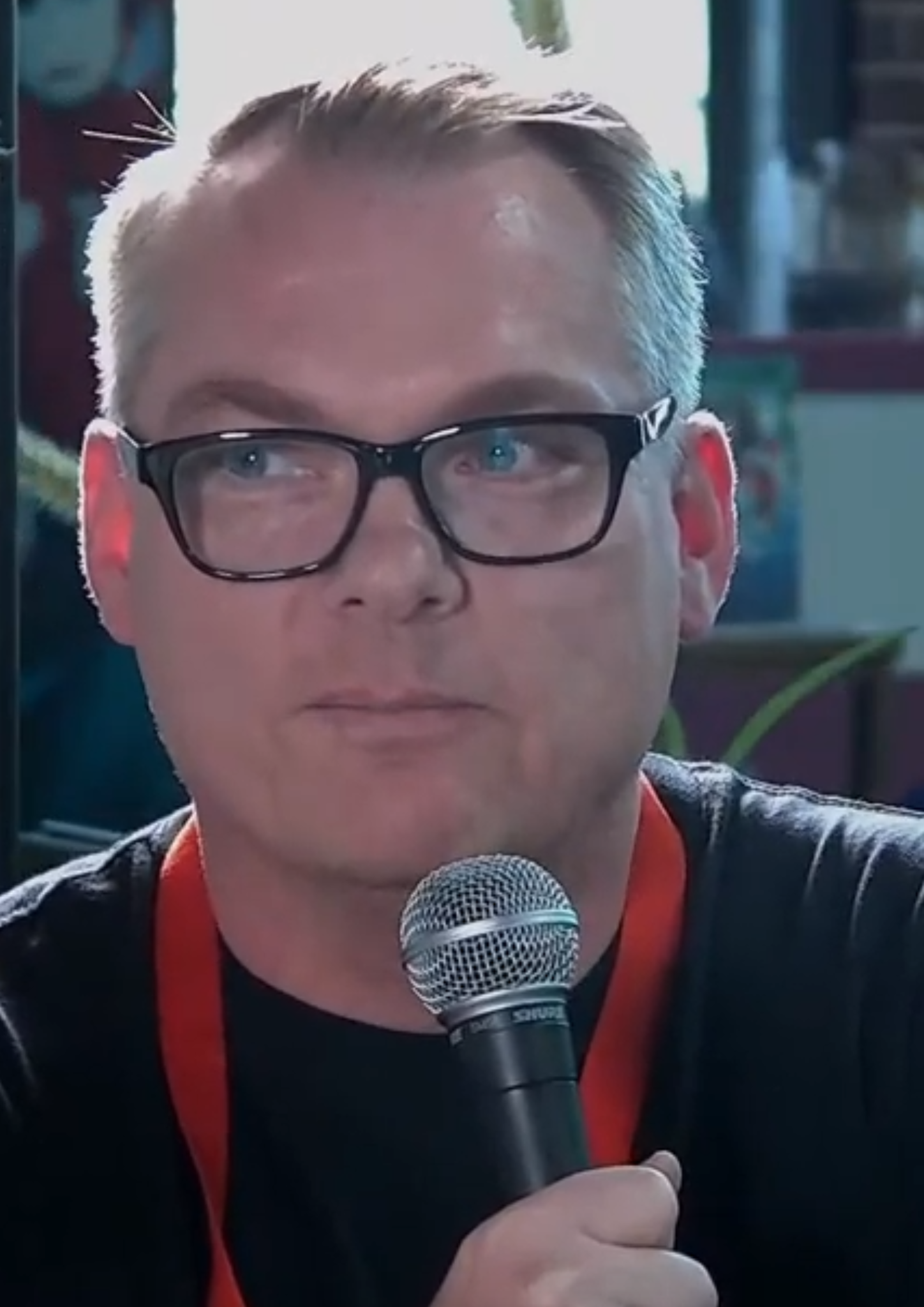
2022 auf der Buchmesse „BuchBerlin“

## Veröffentlichungen (Auswahl)
Romane und Novellen
- Runaways: Die Gesetzlosen (Redrum-Verlag, 2017)
- Runaways II (Redrum-Verlag, 2019)
- Sternenring: Weltende (Selbstverlag, 2019)
- Stone: Gerechtigkeit gibt es nur in der Hölle (Selbstverlag, 2019)
- Risen – Runaways III (Selbstverlag, 2020)
- Stone II: Der Himmel muss warten (Selbstverlag, 2021) (mit Alex Miller)
- Stone III: Tor zur Hölle (Selbstverlag, 2021)
- Das Simon-Projekt: Legend of Mankind (Selbstverlag, 2021)
- Parkers Rising: A Legend Tale (Novelle) (Selbstverlag, 2022)
- Stone – Special Edition (Komplettausgabe der Stone-Trilogie mit Bonusinhalten) (2022)
- Du sollst nicht töten (1. Auflage im Blutwut-Verlag, Neuauflage 2022 im KOVD-Verlag)
- Visionen: Das letzte Kapitel der Menschheit (Sternenring II) (Neuauflage im Selbstverlag, 2023)

Anthologien
- Ich will nicht sterben (Selbstverlag, 2019)
- Und wenn du stirbst (Selbstverlag, 2019)
- Legend: Stone-Crew Tales (Selbstverlag, 2021)

Einzelne Kurzgeschichten
- Lisa (Selbstverlag, 2020)
- Hölle (Selbstverlag, 2020)
- Stone – Grüsse vom Weihnachtsmann (Selbstverlag, 2021)

Sonstiges
- Das Stone Crew Fanbuch: Legends Universe Ausgabe 1 (Selbstverlag, 2020)

Beiträge in Anthologien mit anderen Autoren
- Bad Toys (Redrum-Verlag, 2017)
- Bad X-Mas Redrum Edition (Redrum-Verlag, 2017)
- Tschüsschen Berta (Selbstverlag, 2019)
- Tschüsschen, Tschüsschen: Äquinoktium (Selbstverlag, 2019)
- Love Noir (Strange Tales Club, Bd. 1) (Selbstverlag, 2019)
- Ereignishorizon (Strange Tales Club, Bd. 2) (Selbstverlag, 2019)
- Sommerkalt (Strange Tales Club, Bd. 3) (Selbstverlag, 2020)
- Heimatmord (Strange Tales Club, Bd. 4) (Selbstverlag, 2021)
- Strange Love (Strange Tales Club, Bd. 5) (Selbstverlag, 2021)